# 드라간 자이치
드라간 자이치(세르비아어: Драган Џајић, 1946년 5월 30일 ~ )는 유고슬라비아의 전 축구 선수로, 포지션은 윙어였다. 유고슬라비아가 배출한 최고의 재능이자 역대 최고의 레프트 윙어 중 한 명으로 여겨진다.
자이치는 정교한 크로스와 패스 능력, 빠른 속도의 드리블, 타고난 능력과 왼발 프리킥으로 잘 알려졌다. 그러나 동구권인 유고슬라비아에서 활약했기 때문에 과소평가되는 선수중 한 명이다.
2003년 11월, UEFA 창립 50주년을 기념하여 세르비아 몬테네그로 협회의 골든 플레이어로 선정되었다. 2023년 3월 14일, 세르비아 축구 협회의 회장으로 취임하였다.

## 선수 경력

### 클럽 경력
자이치는 1946년 5월 30일 유고슬라비아 우브에서 태어났다. 1961년 17살의 나이로 FK 츠르베나 즈베즈다에서 데뷔했다. 처음에는 왼쪽 수비수로 뛰었으나, 윙어로 뛰기 시작했다. 그는 노련한 드리블 실력과 날카로운 왼발을 앞세워 팀 동료 보인 라자레비치와 수많은 골들을 합작해냈다. 그는 총 4번의 리그 우승(1964년, 1968년, 1970년, 1971년)을 일구어냈다.
1975년부터 1977년까지 프랑스 리그 1의 SC 바스티아에서 활약한 후, 1977년 FK 츠르베나 즈베즈다로 돌아와 활약했다. 1978년 32세의 나이로 은퇴했다.

### 국가대표팀 경력

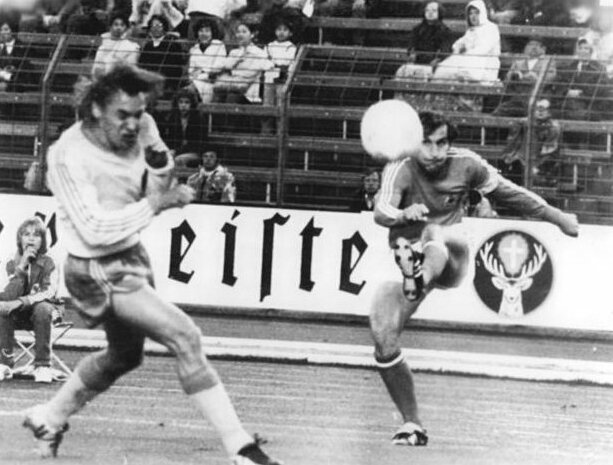
1974년 FIFA 월드컵에서의 자이치(오른쪽)와 스웨덴의 얀 올슨

자이치는 1964년 17세 때부터 유고슬라비아 축구 국가대표팀의 일원으로서 활약하기 시작했는데, 루마니아와의 경기에서 데뷔를 했다. 특히 그는 UEFA 유로 1968 잉글랜드와의 경기에서 87분 골키퍼 고든 뱅크스 너머로 쏜 로빙슛으로 1-0 승리를 이끌었고, 많은 인기를 끌었다. 영국 언론은 그를 '매직 드라간'이라 별명을 붙였다. 펠레 또한 그를 '발칸반도의 마법사'라 칭했다.
그는 경기장에서 좋은 매너 때문에 많은 사랑을 받았다. 그는 굉장히 정밀한 패스 능력과 골 결정력 두 개를 모두 가져 뛰어난 윙어로 칭찬받았다. 그는 어느 각도에서든지 골을 넣을 수 있었고, 코너킥은 많은 주요한 기회를 만들어냈다.
그는 총 85경기에 나와 23골을 넣었다.

## 은퇴 이후
1978년 은퇴한 후 1979년 그는 FK 츠르베나 즈베즈다의 기술 고문으로 일하기 시작했다. 1998년 클럽 회장직을 맡았고, 2004년 건강상의 문제로 사임할때까지 있었다.
2003년 11월에는 세르비아 몬테네그로 축구 협회가 그를 '최고의 선수'로 뽑았고, UEFA 주빌리 어워드를 수상하였다.

## 수상

#### 츠르베나 즈베즈다
- 유고슬라비아 1부 : 1963–64, 1967–68, 1968–69, 1969–70, 1972–73
- 유고슬라비아 컵 : 1963–64, 1967–68, 1969–70, 1970–71
- 미트로파 컵 : 1968

#### 국가대표
- 지중해 게임 : 1971
- UEFA 유로 준우승 : 1968

### 개인
- UEFA 유로 득점왕 : 1968
- UEFA 유로 대회 베스트 : 1968, 1976
- UEFA 주빌리 어워드 : 2004
- 츠르베나 즈베즈다 올해의 선수 : 1966, 1967, 1968, 1969, 1970
- 월드 사커 올해의 팀 : 1969
- FIFA XI : 1968

#### 발롱도르
- 1968 - 3
- 1969 - 12
- 1970 - 6
- 1971 - 15
- 1972 - 18
- 1973 - 23
- 1975 - 27

| 이전 헤수스 마리아 페레다 베네 페렌츠 노바크 데죄 | 제3대 UEFA 유럽 축구 선수권 대회 득점왕 1968년 | 다음 게르트 뮐러 |

1. ↑  “Full List Of 110 Nominees For France Football’s 'Ballon d’Or Dream Team' Have Been Revealed” (영어). 2020년 10월 22일. 2020년 11월 3일에 원본 문서에서 보존된 문서. 2023년 7월 23일에 확인함.
2. ↑  당시 공산권 국가에서 해외에 진출하기가 어려웠다.